# Baumwall (métro de Hambourg)
La station de métro Baumwall, depuis le 1er décembre 2016 Baumwall-Elbphilharmonie (en allemand : U-Bahnhof Baumwall-Elbphilharmonie), est une station de la ligne U3 du métro de Hambourg. Elle se situe au Baumwall, dans le quartier de Neustadt.

## Situation sur le réseau

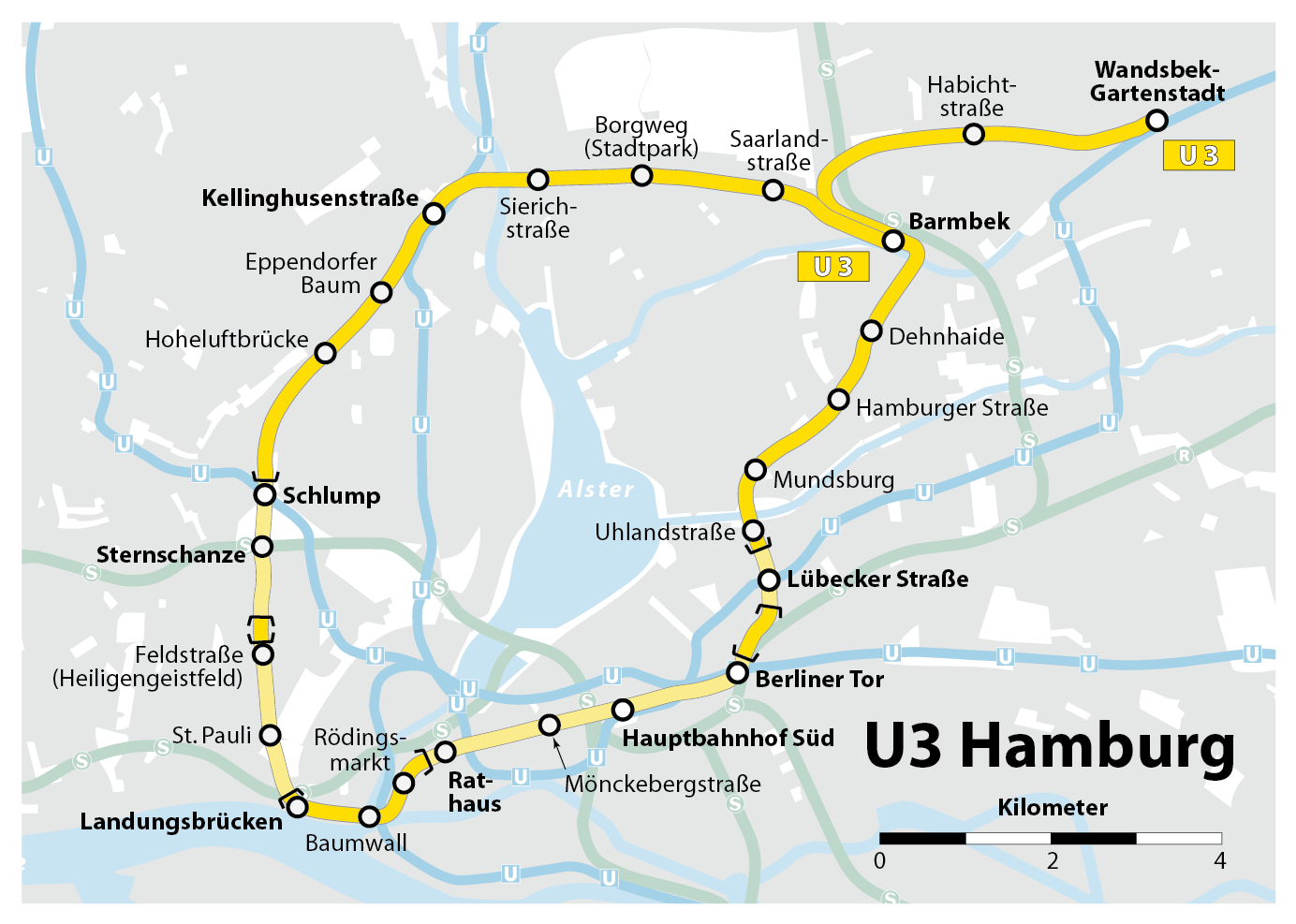
Plan de la Ligne U3 du métro de Hambourg.

## Histoire
La construction de la station de métro commence en 1911 et s'achève en 1912. En tant que station de la Philharmonie de l'Elbe, la station est rénovée et transformée en octobre 2010 pour 4,5 millions d'euros sur la base d'un projet de Michael Blunck et Henning Rose ; WTM Engineers GmbH reprend la planification structurelle. En outre, un viaduc du port intérieur doit être rénové.

## Services aux voyageurs

### Accès et accueil
La station aux quais latéraux se trouve à proximité immédiate de la Speicherstadt et de la Philharmonie de l'Elbe, elle est utilisée par de nombreux touristes comme point d’accès. Le chemin vers Miniatur-Wunderland commence également ici et est balisé depuis la station. Le station est sans obstacle avec deux ascenseurs vitrés sur les côtés. Il existe également une transition directe vers le complexe de la maison d'édition Gruner + Jahr avec un pont piétonnier au-dessus de la rue Baumwall à la sortie occidentale de la gare. Il est ajouté lors de la construction du nouveau bâtiment d'édition vers 1990.

### Intermodalité
Il existe une connexion avec les lignes de bus 2, 111 et 608.